# Fenrir

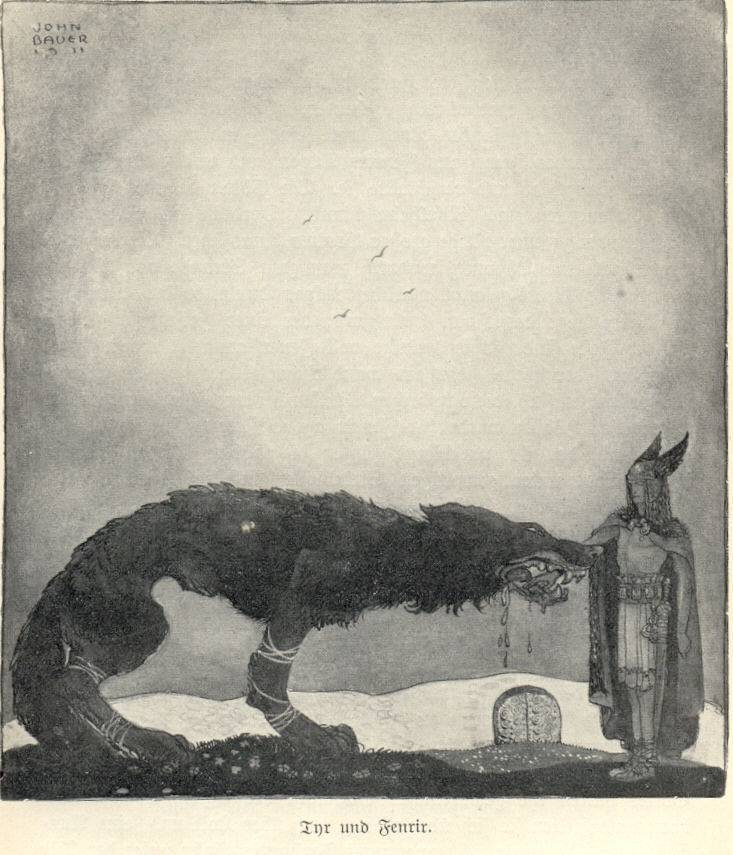
Týr mette la mano nella bocca di Fenrir

Fenrir (in norreno noto anche come Fenris) è un gigantesco lupo della mitologia norrena, nato dall'unione tra il dio Loki e la gigantessa Angrboða, assieme alla regina dei morti Hel e Jörmungandr.

## Etimologia
Il nome di Fenrir, che significa probabilmente "Lupo della brughiera", o "Lupo della palude", è anche usato in modo metaforico per indicare i giganti, paragonati ai lupi in diversi testi.
Altri suoi appellativi sono Fenrisúlfr, ossia "lupo di Fenrir", Hróðvitnir ossia "lupo (nemico) di fama", Þjóðvitnir ossia "lupo (nemico) del popolo",
Vánargandr ossia "lupo (demone) del fiume Ván" dove questo è il fiume che si crea dalla sua saliva.

## Mitologia
Fenrir viene generato nella Járnviðr ("foresta di ferro"), luogo da cui provengono anche i due lupi Skǫll e Hati. Come il padre, possiede un'intelligenza fuori dal comune e riesce persino a parlare rendendosi quindi un avversario forte sia fisicamente che mentalmente.

### Il lupo incatenato

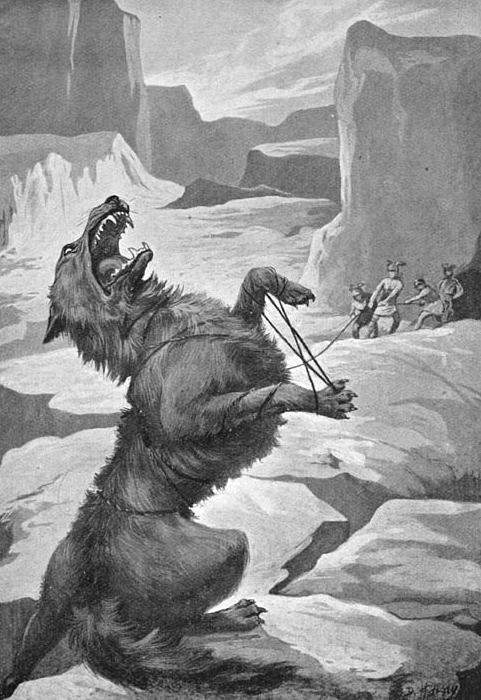
Fenrir incatenato

Quando gli dei seppero che Fenrir veniva allevato assieme a Hel e il Miðgarðsormr a Jǫtunheimr, la terra dei giganti, decisero di farli portare al loro cospetto perché Odino decidesse cosa farne: le profezie dicevano che da simili creature non sarebbero venute che disgrazie. Mentre Hel fu inviata a regnare negli inferi, e il Miðgarðsormr inabissato sul fondo dell'oceano, non sapendo che fare con Fenrir, gli Dei lo tennero presso di loro.
Ora, il lupo cresceva sempre più, sia in ferocia che dimensioni, tanto che solo il dio Týr, noto per il suo coraggio, osava dargli da mangiare. Fu quindi presa la decisione di incatenarlo, ma l'impresa non sembrava facile. Gli dei prepararono una catena, e proposero al lupo di farsi legare per misurare la sua forza nel tentativo di romperla. Ma Fenrir la spezzò con facilità, e lo stesso avvenne con una seconda catena più robusta. La prima catena si chiamava Lœðingr (letteralmente: "che lega con astuzia", per slittamento semantico: "lenza"), la seconda Drómi (letteralmente: "frenante", per slittamento semantico: "catena").

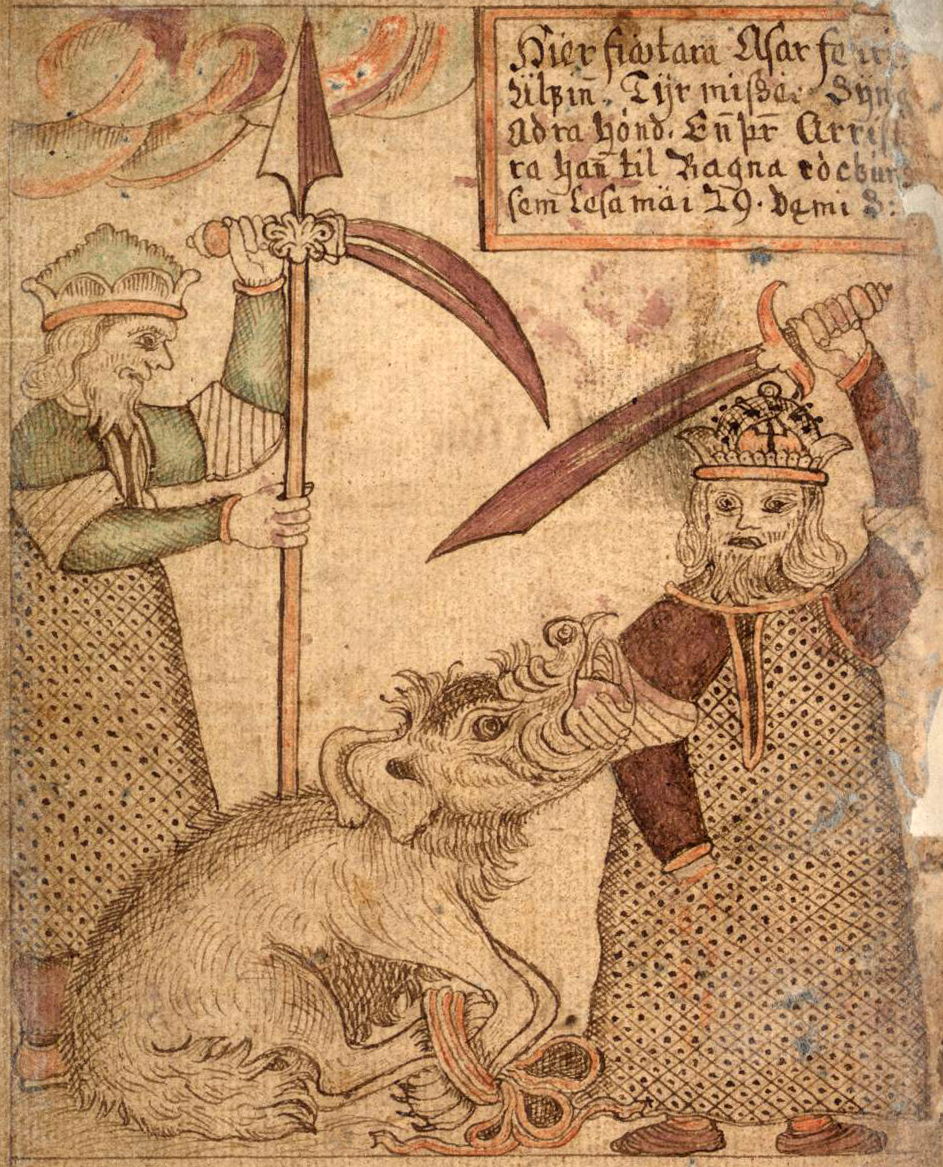
Un'immagine da una vecchia edizione dell'Edda in prosa

Nel frattempo Fenrir continuava a crescere. Allora gli Dei mandarono Skìrnir, servitore di Freyr, nello Svartálfaheimr, il regno degli elfi scuri, perché chiedesse a certi nani di preparare una catena magica. La catena magica, chiamata Gleipnir (forse legata al verbo gleipa: "spalancare la bocca"; quindi, o "che deride", o "che divora"), fu costruita con questi elementi: rumore del passo del gatto, barba di donna, radici di montagna, tendini d'orso, respiro di pesce, saliva di uccello (secondo altre fonti: latte d'uccello). Alla vista e al tatto sembrava un nastro di seta, ma in realtà nessuno avrebbe potuto spezzarla.
Gli Dei andarono quindi su un'isola di nome Lyngvi, sul lago Ámsvartnir, e lì convocarono Fenrir. Ma il lupo, al vedere quella catena dall'aspetto tanto fragile, si fece sospettoso, perché temeva qualche incantesimo o un inganno. Dopo una breve discussione, accetta di essere legato, ma ad una condizione: nessuno avrebbe usato Gleipnir finché qualcuno non avesse posato la mano sulla sua bocca, come segno di fedeltà al patto. Týr accetta, e pur sapendo che così la sua mano sarebbe stata quasi sicuramente sacrificata, si fa avanti. Ed effettivamente Fenrir, nonostante impegnasse tutta la sua tremenda forza, non riuscì a liberarsi dalla catena magica, tanto che tutti gli Dei scoppiarono a ridere, ad eccezione di Týr, cui Fenrir mozzò all'istante la mano, non appena si rese conto di essere stato sconfitto. Fu quindi presa l'estremità della catena, chiamata Gelgja ("palo"; in altre fonti si parla appunto di un paletto di legno, non dell'estremità della catena), e fissata al suolo con due massi, di nome Gjöll (forse "largo" o forse "tagliente") e Þviti ("pietra infissa a terra").

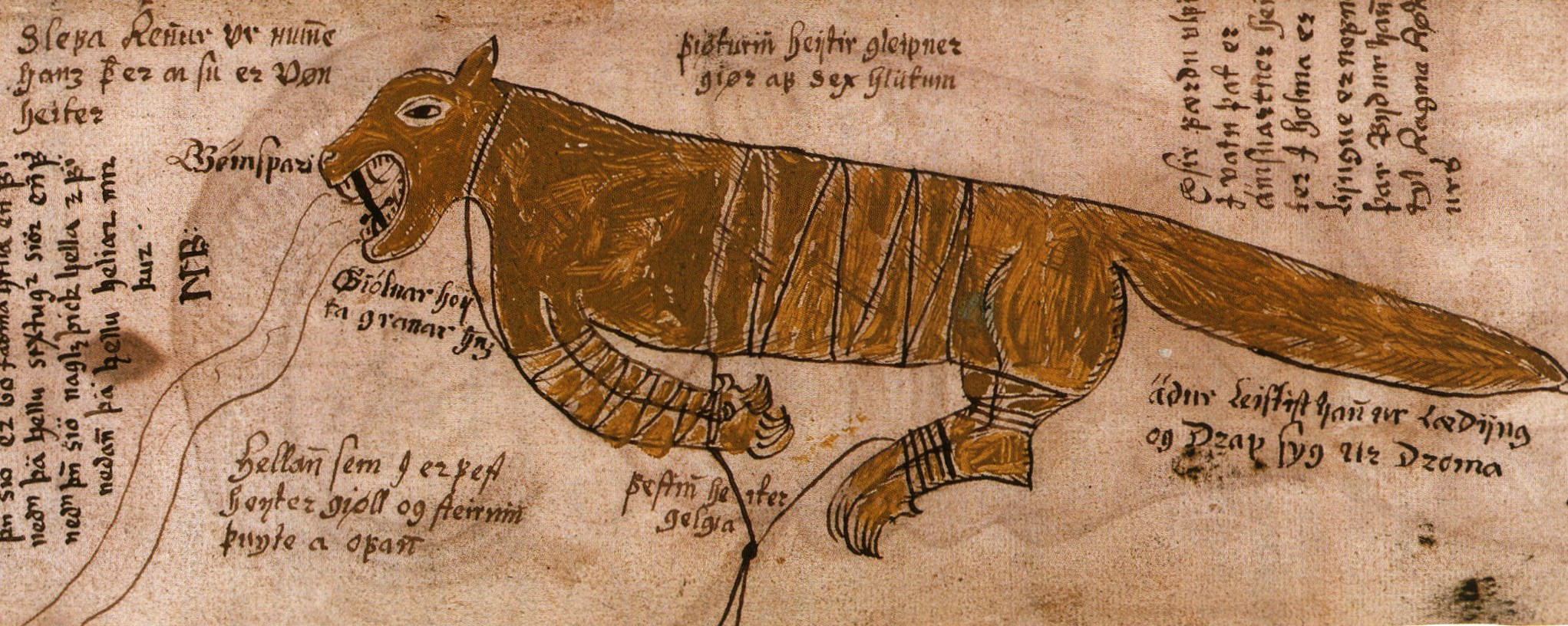
Un'antica immagine che mostra Fenrir che sbavando dà origine al fiume Vàn

Durante questa operazione Fenrir tentò a più riprese di azzannare i suoi carcerieri, tanto che gli infilarono una spada tra le due mascelle, in modo che non riuscì più a chiuderle. Da allora Fenrir rimase incatenato sull'isola, e così dovrà rimanere sino alla fine del mondo. Folle di rabbia, il grande lupo ululava e sbavava, tanto che dalla sua saliva si formò un fiume perché non poté più chiudere le mascelle e quindi impossibilitato di deglutire, il nome del fiume è Ván (letteralmente "attesa").

### Il lupo scatenato

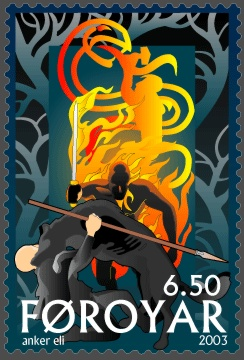
L'uccisione di Odino da parte di Fenrir rappresentata in un francobollo faroese.

Quando giungerà la fine del mondo, il Ragnarǫk, in cui tutti i legami saranno spezzati, persino la magica catena che lega Fenrir si scioglierà. Il lupo, nuovamente libero, attaccherà gli Dèi, assieme alle altre forze del caos e delle tenebre. Sarà tanto grande, e spalancherà la bocca con tanta ferocia, che la mascella inferiore toccherà il suolo e quella superiore il cielo: ma se ci fosse altro spazio, la spalancherebbe ancora di più.
Fenrir sarà tanto grande e forte da divorare lo stesso Padre di Tutto, Odino. Quindi ingaggerà lotta mortale con Viðarr, figlio di Odino, destinato a vendicare il padre. Víðarr fermerà la mascella inferiore di Fenrir con un piede, e quella superiore con una mano, spezzandogliele. Quindi lo ucciderà, con un colpo di spada al cuore.
Secondo alcuni un'ulteriore immagine di Fenrir è quella del cane Garmr, che al Ragnarök si scontrerà con Týr in un duello mortale ad entrambi. In quest'ultimo caso, sarebbe comunque incongruente il fatto che le due bestie vadano incontro a una morte diversa nello stesso momento.
La figura di Fenrir compare in alcune delle più importanti fonti della mitologia norrena. Sia nel Gylfaginning che nel Grímnismál viene indicato che ha due figli, i lupi Hati, l'inseguitore della Luna e Skǫll, l'inseguitore del Sole; la figura di quest'ultimo viene confusa con Fenirr nella stanza 46 della Vafþrúðnismál.